# Orthotylus virescens
Orthotylus virescens är en insektsart som först beskrevs av Douglas och Scott 1865.  Orthotylus virescens ingår i släktet Orthotylus, och familjen ängsskinnbaggar. Arten är reproducerande i Sverige.